# ویندوز ۱۰
ویندوز ۱۰ (انگلیسی: Windows 10) مجموعه‌ای از سیستم‌عامل‌ها است که توسط مایکروسافت توسعه یافته و به‌عنوان بخشی از خانواده سیستم عامل‌های ویندوز ان‌تی منتشر شد. این نسخه جانشین ویندوز ۸٫۱ است که تقریباً دو سال پس از آن عرضه و در ۱۵ ژوئیه ۲۰۱۵ برای مرحله تولیدی عرضه شد و در ۲۹ ژوئیه ۲۰۱۵ به‌طور گسترده برای عموم مردم در دسترس قرار گرفت. ویندوز ۱۰ از طریق شبکه توسعه‌دهنده مایکروسافت و مایکروسافت تک‌نت و به عنوان یک نسخه رایگان برای نسخه‌های خرده فروشی کاربران ویندوز ۸ و ویندوز ۸٫۱ از طریق فروشگاه مایکروسافت برای بارگیری در دسترس قرار گرفت. ویندوز ۱۰ علاوه بر بیلدهای آزمایشی اضافی ویندوز ۱۰، که در دسترس کارمندان داخلی است، به‌طور مداوم بیلدهای جدید دریافت می‌کند و بدون هیچ هزینه اضافی برای کاربران در دسترس است. دستگاه‌های موجود در محیط‌های سازمانی می‌توانند این به روزرسانی‌ها را با سرعت کمتری دریافت کنند یا از نقاط عطف پشتیبانی طولانی مدت که فقط به روزرسانی‌های مهم مانند وصله‌های امنیتی را در طول عمر ده ساله پشتیبانی طولانی مدت دریافت می‌کنند، استفاده کنند.
ویندوز ۱۰ پس از انتشار اصلی بیشتر مورد بررسی‌های مثبت قرار گرفت. منتقدان تصمیم مایکروسافت برای ارائه یک رابط دسک‌تاپ‌گرا مطابق با نسخه‌های قبلی ویندوز – که در تقابل با رویکرد تبلت‌گرا ویندوز ۸ بود – را ستودند؛ اما حالت رابط کاربری لمسی‌گرا ویندوز ۱۰ به دلیل دارا بودن رگرسیون به‌دلیل وجود بازگشت به‌واسط لمسی‌گرا از مدل قبلی مورد مورد انتقاد قرار گرفت. منتقدان همچنین از پیشرفت‌های نرم‌افزار همراه ویندوز ۱۰ نسبت به ویندوز ۸٫۱، ادغام اکس‌باکس لایو و همچنین قابلیت‌های دستیار شخصی کورتانا و جایگزینی اینترنت اکسپلورر با مایکروسافت اج را قدردانی کردند. با این حال، رسانه‌ها نسبت به تغییر رفتارهای سیستم عامل، از جمله نصب اجباری به‌روزرسانی، نگرانی دربارهٔ حفظ حریم خصوصی در مورد جمع‌آوری داده‌های انجام شده توسط سیستم عامل برای مایکروسافت و شرکای آن و تاکتیک‌های آگهی‌افزار‌وار مورد استفاده برای ارتقا سیستم عامل در هنگام انتشار انتقاد کرده‌اند.
در ابتدا، هدف مایکروسافت نصب ویندوز ۱۰ در بیش از یک میلیارد دستگاه ظرف سه سال از زمان انتشارش بود؛ اما در نهایت تقریباً پنج سال بعد در ۱۶ مارس ۲۰۲۰ به این هدف رسید. از ژانویه ۲۰۱۸، ویندوز ۱۰ از ویندوز ۷ به عنوان محبوب‌ترین نسخهٔ ویندوز در سراسر جهان پیشی گرفت؛ همچنین تا ماه مه ۲۰۲۰، ویندوز ۱۰ از ویندوز ۷ به عنوان محبوب‌ترین نسخه ویندوز در کشور چین پیشی گرفت. از فوریه ۲۰۲۱ تخمین زده می‌شود که ۷۸٪ از رایانه‌های شخصی ویندوز، ۵۹٪ از همه رایانه‌های شخصی (بقیه نسخه‌های قدیمی ویندوز و سایر سیستم عامل‌ها مانند مک‌اواس و لینوکس) و ۲۵٪ از همه دستگاه‌ها (از جمله تلفن همراه، تبلت و کنسول) از ویندوز ۱۰ استفاده می‌کنند.

## تاریخچه
در دسامبر ۲۰۱۳ مری جو فولی گزارش داد که مایکروسافت در حال کار روی یک به‌روزرسانی برای ویندوز ۸ است، پس از آن اسم رمز ترش‌هولد (همانند اسم رمز «آبی» (Blue) که به ویندوز ۸٫۱ منجر شد) با رای‌گیری در هیلوی مایکروسافت برگزیده شد. ترش هولد صرفاً یک به‌روزرسانی برای ویندوز در نظر گرفته نشده بود؛ ترش‌هولد در واقع «موجی» از به‌روزرسانی‌ها برای همهٔ پلتفرم‌ها و سرویس‌های مایکروسافت است که برای بهار ۲۰۱۵ برنامه‌ریزی شده‌است. همچنین فولی گزارش داد که از جمله هدف‌های ترش‌هولد ساختن یک پلتفرم واحد و جامع نرم‌افزاری و ابزار توسعه برای ویندوز، ویندوز فون و اکس باکس وان است (که همه از یک هسته مشابه ویندوزی استفاده کنند). و از این گزارش‌ها این استنتاج شد که ترش‌هولد یک نسخه از ویندوز است که با عنوان «ویندوز ۹» به صورت عمومی منتشر خواهد شد.
تری مایرسون در آوریل ۲۰۱۴ در کنفرانس بیلد از نسخهٔ به روز شدهٔ ویندوز که توانایی اجرای برنامهٔ فروشگاه ویندوز را درون دسکتاپ را داشت و همچنین منوی استارت سنتی بازگشته بود پرده برداشت. منوی استارت تازه دارای دو ستون بود که در ستون اول برنامه‌های سبک ویندوز ۷ و در ستون دوم کاشی‌های زندهٔ برنامه‌های سبک ویندوز ۸٫۱ لیست شده بود. تری اظهار داشت که این دگرگونی‌ها در به‌روزرسانی آینده رخ خواهد داد ولی توضیح بیشتری نداد.

پس از آن گزارش شد که اسم رمز نسخهٔ بعدی ویندوز «Threshold» است، و موجی از به‌روزرسانی‌های هماهنگ برای همهٔ سیستم‌عامل‌های مایکروسافت از جمله ویندوز، ویندوز فون و اکس‌باکس وان خواهد بود.

در ژوئیه‌ی ۲۰۱۴، ساتیا نادلا مدیر عامل جدید شرکت مایکروسافت گفت: این شرکت تلاش دارد با ادغام هر سه نسخهٔ سیستم عامل ویندوز، نسخهٔ بعدی این نرم‌افزار سیستمی به‌صورت یک سیستم عامل واحد همگرا برای همهٔ اندازه‌های صفحه نمایش ارائه کند. همچنین ساتیا نادلا اعلام کرد که این تغییرهای درونی هیچ اثری بر روی چگونگی فروش و بازار سیستم عامل‌ها ندارد.
تصویرهای لو رفته از ترش‌هولد در ژوئیه ۲۰۱۴ ادعا کرد که منوی استارت بازگشته و برنامه‌های مترو در حالت پنجره‌ای اجرا می‌شود و همچنین سیستم دسکتاپ مجازی و یک مرکز هشدار و آیکون‌های سیستمی تازه‌ای با ظاهر تخت به ویندوز افزوده شده‌است.
در سپتامبر ۲۰۱۴، آندریاس دیانترو رئیس بخش اندونزی مایکروسافت اظهار داشت که «ویندوز ۹» به صورت رایگان برای دارندگان ویندوز ۸ در دسترس خواهد بود.

ترش‌هولد در ۳۰ سپتامبر ۲۰۱۴ میلادی تحت نام «ویندوز ۱۰» در یک رویداد رسانه‌ای رسماً رونمایی شد؛ مایرسون گفت که «درست نیست که آن را ویندوز ۹ بنامیم» و نام «ویندوز ۱۰» را جُک خواند که پیشتر توسط «ویندوز ۱۰» گرفته شده‌است. او افزود ویندوز ۱۰ «جامع‌ترین پلتفرم نرم‌افزاری تا به امروز» خواهد بود. این نسخه بر روی همهٔ ابزارها به صورت یک پلتفرم واحد از تلفن هوشمند گرفته تا تبلت و رایانه شخصی و حتی اکس باکس به صورت یکپارچه در دسترس خواهد بود. او همچنین تأکید کرد که ویندوز ۱۰ گامی به سوی بازسازی مکانیک‌های رابط کاربری از ویندوز ۷ برای بهبود آسانی کار برای کاربرانِ دستگاه‌های غیر لمسی با توجه به انتقادهای رابط کاربری لمسی‌گرایی ویندوز ۸ خواهد بود. با وجود انتقادهای فراوان از رابط کاربری لمسی‌گرا مایرسون اشاره کرد که رابط کاربری لمسی‌گرا را در ویندوز ۱۰ تکامل و بهبود می‌دهیم.

در ۱۴ اکتبر ۲۰۱۴، تونی پرافت مدیر بازاریابی ویندوز در جریان کنفرانس «دریم‌فورس» که در سان فرانسیسکو برگزار شد دربارهٔ این‌که چه اتفاقی برای ویندوز ۹ افتاده‌است گفت:
«ویندوز ۹ آمد و رفت. قرار نیست که ویندوز ۱۰ گام بعدی ویندوز ۸٫۱ باشد بلکه ویندوز ۱۰ یک گام به‌سوی متریال تازه است. ما در تلاش هستیم تا یک پلتفرم درست کنیم، یک اکوسیستم که همهٔ ابزارها شامل تبلت‌ها، گوشی‌ها، رایانه‌های شخصی و در نهایت Xbox را یکپارچه کند.»
او همچنین دربارهٔ انتشار نسخهٔ پیش‌نمایش ویندوز ۱۰ گفت: «دلیل این که ما این کار را انجام می‌دهیم و ویندوز ۱۰ را به صورت پیش‌نمایش در اختیار همگان گذاشتیم این است که با این کار می‌توانیم صدای کاربران خود را بشنویم و به آن‌ها گوش دهیم. هدف ما از ارائه ویندوز ۱۰ این است که بهترین سیستم عامل را بسازیم و این اولین چیزی است که روی آن تمرکز کرده‌ایم. ما فرایند این کار را آغاز کرده‌ایم و حالا بیش از یک میلیون کاربر داریم که به دیدگاه‌های آنان گوش می‌دهیم.»

در ۲۸ اکتبر ۲۰۱۴، جو بلفیوره معاون مدیر عامل مایکروسافت در یک گفتگوی خبری که در مراسم TechEd Europe برگزار شد، اعلام کرد که به‌زودی ویژگی‌های تازه ترک‌پد در نسخه بعدی ویندوز ۱۰ برای آزمایش‌کنندگان عرضه می‌شود. او در این باره توضیح داد: «در گذشته تاچ‌پدها در ویندوز کارکردهای گوناگونی از خود نشان می‌داد چرا که این موضوع در دست سازندگان بود؛ ولی در ویندوز ۱۰ ما ویژگی‌های چند لمسی تازه‌ای را برای کاربران حرفه‌ای خود افزوده‌ایم و خواهید دید که این بار تاچ‌پد کارکرد بسیار بهتری خواهد داشت.»

مایکروسافت در ۲۱ام ژانویه اطلاعات بیشتری را دربارهٔ ویژگی‌های ویندوز ۱۰ در یک رویداد رسانه‌ای دیگر تحت عنوان «فصل آیندهٔ ویندوز ۱۰» ارائه کرد. در این رویداد از ویژگی‌های برجسته از جمله تلفیق کورتانا با سیستم‌عامل، ویژگی‌های تازهٔ اکس‌باکس گرا، ویندوز ۱۰ برای تلفن‌ها و تبلت‌های کوچک، سرفیس هاب (صفحه نمایشی ۸۴ اینچی با ویندوز ۱۰ برای سازمان‌ها)
و هولولنز (عینک واقعیت افزوده و یک پلتفرم وابسته برای ساخت برنامه‌هایی که می‌توانند از طریق هولولنز رندر شوند) پرده‌برداری شد. انتظار می‌رود اطلاعات بیشتر پیرامون ویندوز ۱۰ در کنفرانس بیلد ۲۰۱۵ منتشر شود.

## پیشنهادهای ویژگی ویندوز
پیشنهادهای ویژگی ویندوز (به انگلیسی: Windows Feature Suggestions) سامانه‌ای در بخش «صدای کاربر» مایکروسافت است که در مهرماه ۱۳۹۳ برای دریافت بازخورد و پیشنهادهای کاربران برای ویندوز ۱۰ راه‌اندازی شد. این سامانه پس از راه‌اندازی با درخواست و رأی بالای ایرانیان مواجه شد که در ۱۰ پیشنهاد برتر، برترین پیشنهاد «افزودن گاه‌شماری خورشیدی به ویندوز» با بیش از ۴۰ هزار رأی و دومین پیشنهاد برتر «درخواست باز شدن فروشگاه ویندوز برای مردم ایران» با بیش از ۳۵ هزار رأی در عرض یک هفته بوده‌است. این رویداد با واکنش وبگاه‌هایی مانند «Winbeta» و «Neowin» روبه‌رو شد تا جایی که نویسندهٔ وبگاه «TechCrunch» درخواست اظهارنظری رسمی از سوی مایکروسافت در مورد درخواست ایرانی‌ها داشته‌است.

در این بخش پیشنهادهای دیگر مانند «افزودن زبان پارسی به کورتانا» و «درست کردن ساعت تابستانی ایران» نیز دارای رأی و بازخورد فراوان از سوی ایرانیان بوده‌است.

سرانجام مایکروسافت گاه‌شماری خورشیدی را در ساخت ۹۹۰۱ افزود. پس از کنفرانس ژانویه مایکروسافت افزوده شدن گاه‌شماری خورشیدی را به ویندوز ۱۰ تأیید کرد و در وبلاگ رسمی ویندوز نوشت: «ما شنیده‌ایم که مردم خواهان پشتیبانی از گاه‌شماری خورشیدی بوده‌اند و شما آن را در این ساخت پیدا خواهید کرد. فرمت گاه‌شماری خورشیدی در صفحهٔ قفل، ساعت نوار وظیفه و در مشخصات فایل‌ها در فایل اکسپلورر پدیدار خواهد شد.»

همچنین نینگ جین-گریساف (یکی از مدیران مایکروسافت) در پاسخ به درخواست افزودن گاه‌شماری خورشیدی در بخش صدای کاربران مایکروسافت نوشت: «خرسندیم به آگاهی شما برسانیم که پشتیبانی از گاه‌شماری فارسی در آخرین به‌روزرسانی ویندوز ۱۰ صورت می‌پذیرد. از همهٔ دیدگاه‌ها و بازخوردهای شما برای یاری‌رساندن به شکل‌دادن آیندهٔ ویندوز، سپاسگزاریم.»

## انتشار نسخه‌ها
ویندوز ۱۰ نخستین سیستم‌عامل در دورانِ مدیرعاملیِ ساتیا نادلا در شرکت مایکروسافت است؛ او به عنوان جایگزین استیو بالمر در چهارم فوریه ۲۰۱۴ میلادی این سمت را عهده‌دار شد.

### نسخهٔ پیش‌نمایش فنی
پیش‌نمایش فنی (به انگلیسی: Windows Technical Preview) نسخه‌ای از ویندوز ۱۰ است که توسعه‌دهندگان، شرکت‌ها و کاربران علاقه‌مند می‌توانند آن را آزمایش کنند و بازخوردشان را به مایکروسافت بفرستند؛ در این نسخه کاربران مجبورند به‌روزرسانی‌های ویندوز را دریافت کنند.

مایکروسافت در نسخهٔ پیش‌نمایش فنی از کاربران برای طراحی نسخهٔ نهایی ویندوز ۱۰ یاری می‌گیرد. این نسخه از ویندوز تاکنون بیش‌از ۱٫۵ میلیون کاربر در سراسر جهان و بیش‌از دویست هزار بازخورد از طریق «برنامهٔ ویندوز اینسایدر» داشته‌است که با یاری از این بازخوردها توانسته‌است بیش از ۱۳۰۰ باگ را از بین ببرد. مایکروسافت در این‌باره می‌گوید: «گزارش‌هایی که شما به ما می‌فرستید، دربارهٔ کرش‌های ناگهانی و مشکل‌های موجود و همچنین بازخوردتان در بهتر کردن محصول به ما یاری می‌دهد. بارزترین نمونه در این زمینه، هنگامی است که آیکون وان‌درایو در مرورگر فایل ویندوز جایگزین آیکون اوت‌لوک می‌شد! و با کمک افراد با مهارتی که در ویندوز اینسایدر حضور دارند، به ما در پیدا کردن و رفع این مشکل کمک شد».
۶۴٪ از کاربران این نسخه را روی رایانه‌های شخصی واقعی نصب کرده‌اند، نه مجازی. همچنین ۶۸٪ درصد از کاربران بیش از ۷ برنامه در حال اجرا در روز دارند و ۲۵٪ از کاربران بیش از ۲۶ برنامه در حال اجرا در روز دارند.

### نسخهٔ همگانی
انتظار می‌رفت که ویندوز ۱۰ در اواخر ۲۰۱۵ منتشر شود؛ اما این تاریخ در چند نوبت به موعدی زودتر منتقل شد. اکنون انتظار می‌رود این سیستم عامل در مرداد ۱۳۹۴ به صورت RTM، و در اواسط شهریور به صورت خرده‌فروشی عرضه گردد. همچنین ارتقاء به ویندوز ۱۰ از ویندوز ۸٫۱، ۸ و ۷ (به غیر از نسخه‌های Enterprise) در یک سال اول رایگان خواهد بود. این پیشنهاد به نسخه‌های سازمانی و اطمینان نرم‌افزار (SA) و ویندوز آرتی نیست. یک به‌روزرسانی جداگانه با «برخی» از تغییرات ویندوز ۱۰ برای ویندوز آرتی برنامه‌ریزی شده‌است.

تری مایرسون، معاون بخش سیستم عامل مایکروسافت ویندوز را نه تنها یک سیستم عامل که یک «سرویس» می‌داند. بخش بزرگی از این سرویس دهی به نقل از مایرسون «پشتیبانی همیشگی» برای همهٔ دستگاه‌های دارای ویندوز است.

### ارتقای رایگان
در ابتدای عرضه ویندوز ۱۰ در سال ۲۰۱۵ کاربران ویندوز ۷ و ویندوز ۸ و ویندوز ۸٫۱ که دارای لایسنس اورجینال بودند، می‌توانستند به صورت رایگان ویندوزهای خود را به ویندوز ۱۰ ارتقا دهند و میلیون‌ها کاربر از این فرصت استثنایی استفاده کردند و شروع به ارتقای ویندوزهای خود کردند. اما از ابتدای سال ۲۰۱۹، مایکروسافت امکان ارتقای رایگان به ویندوز ۱۰ را به پایان رساند.

### به‌روزرسانی و سامانهٔ پشتیبانی
ویندوز ۱۰ به شیوه‌ای متفاوت از نسخه‌های پیشین ویندوز سرویس خواهد داد. درحالی که مایکروسافت آغاز به پخش شمار فراوانی از به‌روزرسانی‌ها برای ویندوز ۸ که ویژگی‌هایی (مانند بهبود رابط کاربری) افزود، ویندوز ۱۰ یک رویکرد گام به گام (مرحله‌ای) پیش خواهد گرفت. کاربران به‌روزرسانی‌های بحرانی، وصله‌های امنیتی، و به‌روزرسانی‌های غیربحرانی را برای سیستم عامل دریافت می‌کنند. در محیط‌های کسب و کار، مدیران می‌توانند بین «شعبه کنونی کسب و کار» (CBB) و کانال‌های پشتیبانی انتشار بلند مدت (LTS) یکی را انتخاب کنند. در CBB همهٔ به‌روزرسانی‌ها در همان لحظه به عنوان مصرف‌کننده دریافت خواند کرد ولی مدیران (ادمین) می‌توانند به‌روزرسانی‌های غیر مهم را به تأخیر بیندازند. در نسخه‌های LTS ویندوز ۱۰ کاربران به‌روزرسانی‌های دوره‌ای شاخهٔ CBB ویندوز ۱۰ و تنها بخش‌ها مهم ۱۰ سال چرخه عمر پشتیبانی خود را دریافت خواند کرد.

در ویندوز ۱۰ به‌طور معمول بروزرسانی خودکار فعال است و امکانات زیادی در خصوص کنترل و برنامه‌ریزی آن در بخش تنظیمات موجود نیست. کاربران گاهی در جاهایی که از اینترنت‌های دارای محدودیت حجمی استفاده می‌کنند یا شرکت‌هایی که ممکن است عملیات بروزرسانی اتوماتیک بر روی کامپیوترهای آن‌ها امکان ایجاد مشکل یا ناهماهنگی با برنامه‌های موجود را دارد، نیاز به خاموش کردن یا محدود کردن عملیات به‌روزرسانی خودکار دارند. هرچند بروزرسانی خودکار ویژگی مثبت و مهمی است ولی در مواردی مانند موارد ذکر شده نیاز به کنترل آن وجود دارد. به‌طور کلی سه راه برای کنترل این عملیات وجود دارد. راه اول، معرفی کردن اتصال اینترنت به عنوان metered است. این کار به آن معناست که این اتصال دارای محدودیت حجمی است و دانلود بروزرسانی‌ها در این حالت متوقف خواهند شد. راهکار دوم خاموش کردن بروزرسانی خودکار از طریق Group Policy است. امکان استفاده از این ویژگی در نسخه‌های pro موجود است. سومین راه غیرفعال کردن آپدیت با ساختن کلید رجیستری است. البته لازم است ذکر شود راه کارهایی که مانند خاموش کردن سرویس Automatic Update در سایت‌ها پیشنهاد می‌شوند، می‌توانند بروزرسانی را متوقف کنند؛ ولی مشکلات گوناگونی مانند، عدم امکان استفاده از Store مایکروسافت، عدم امکان نصب ضمیمه‌های آفیس و عدم امکان نصب دات نت را ایجاد می‌کنند.
| پشتیبانی ویندوز و شاخه‌های به‌روزرسانی                                                       | پشتیبانی ویندوز و شاخه‌های به‌روزرسانی | پشتیبانی ویندوز و شاخه‌های به‌روزرسانی                                               | پشتیبانی ویندوز و شاخه‌های به‌روزرسانی                                               |
| ------------------------------------------------------------------------------------------ | ------------------------------------ | ---------------------------------------------------------------------------------- | ---------------------------------------------------------------------------------- |
| شاخهٔ به‌روزرسانی                                                                            | مصرف‌کننده                            | شاخهٔ کنونی برای تجارت (کسب و کار) (CBB)                                            | شاخه‌های سرویس‌دهی بلندمدت (LTS)                                                     |
| طرح مجوز (پروانه)                                                                          | تولیدکننده تجهیزات اصلی (OEM)        | دوره مجوز (Volume licensing)                                                       | دوره مجوز (Volume licensing)                                                       |
| به‌روزرسانی‌های ضروری وصله‌های امنیتی و به‌روزرسانی‌های پایداری سیستم‌عامل                       | آری                                  | آری                                                                                | آری                                                                                |
| به‌روزرسانی‌های غیر مهم ارتقای ویژگی‌ها و کارکرد                                              | آری                                  | بله یا تاخر(انتخابی)                                                               | نه                                                                                 |
| نسخه‌های پیشنمایش انتشارهای آزمایشی از راه ویندوز اینسایدر انتخاب دور تند یا کند به‌روزرسانی | انتخابی                              | اگر اجازه داد                                                                      | نه                                                                                 |
| شیوهٔ به‌روزرسانی                                                                            | به‌روزرسانی ویندوز (ویندوز آپدیت)     | به‌روزرسانی ویندوز یا WSUS                                                          | سرویس‌های به‌روزرسانی ویندوز سرور(WSUS)                                              |
| پشتیبانی ارتقاء                                                                            | به‌روزرسانی پیوسته                    | سه نسخه تازهٔ LTS (به‌روزرسانی‌های دوره‌ای از CBB به‌عنوان نسخه‌های LTS منتشر خواهد شد)) | سه نسخه تازهٔ LTS (به‌روزرسانی‌های دوره‌ای از CBB به‌عنوان نسخه‌های LTS منتشر خواهد شد)) |
| پشتیبانی                                                                                   | طول عمل دستگاه                       | سه نسخه تازهٔ LTS                                                                   | پنج سال جریان اصلی + پنج سال تمدید (از تاریخ انتشار نسخه LTS)                      |

## ویژگی‌ها

نمایی از دسکتاپ مجازی در ویندوز ۱۰ نسخهٔ پیش‌نمایش فنی

### سرویس‌های آنلاین
دستیار دیجیتال کورتانا مانند سیری در آی‌اواس و گوگل ناو در اندروید که در تلفن‌های همراه‌اند این‌بار در ویندوز ۱۰ بر روی نوار وظیفه در کنار دکمهٔ استارت به‌عنوان یک کادر جستجو به کار می‌رود.

مرورگر تازهٔ «مایکروسافت اج»: ویندوز ۱۰ از یک موتور رندرینگ وب جدید داخلی که از آن به‌عنوان «Edge» یاد می‌شود استفاده می‌کند. اج در ویندوز ۱۰ به‌عنوان مرورگر پیش‌فرض بر روی رایانه و تلفن‌همراه سرویس می‌دهد. مایکروسافت اج با موتور «Edge» که از موتور ترایدنت انشعاب یافته‌است «برای ایجاد ویژگی همکاری با وب مدرن» طراحی شده‌است. موتور تازهٔ «Edge» به‌صورت پیش‌فرض در سراسر ویندوز ۱۰ استفاده می‌شود از جمله اینترنت اکسپلورر و صفحه‌های وبی که می‌توانند در موتور MSHTML پیشین رندر شوند. اینترنت اکسپلورر نیز در کنار مایکروسافت اج به کار خود ادامه می‌دهد. مایکروسافت بعد از به‌روزرسانی نوامبر ٢٠١٩ اقدام به کوچک‌سازی کورتانا در ویندوز ده نمود. همکنون در نسخه Enterprise در مقایسه با نسخه Pro دیگر دستیار دیجیتال کورتانا وجود ندارد.

### چندرسانه‌ای و بازی
ویندوز ۱۰ همراه با دایرکت‌ایکس ۱۲ می‌آید، دایرکت‌ایکس ۱۲ در مارس ۲۰۱۴ در کنفرانس توسعه‌دهندگان بازی پرده‌برداری شد. دایرکت‌ایکس ۱۲ به توسعه‌دهندگان اجازه می‌دهد که بتوانند بیشتر سخت‌افزار را کنترل کنند یا به عبارتی دیگر به سخت‌افزار نزدیکتر از پیش باشند. همچنین به آن‌ها اجازه می‌دهد که از بیشترین پتانسیل پردازنده‌های چند هسته‌ای قدرتمند امروزی بهره ببرند. هدف دایرکت‌ایکس ۱۲ «بهره‌وری در سطح کنسول» با دسترسی به منابع سخت‌افزاری و کاهش بار کارت گرافیک و پردازنده است.
مدیا پلیر ویندوز ۱۰ از کدک‌های ماتروسکا (MKV)، اچ‌ای‌وی‌سی (H.۲۶۵) و FLAC پشتیبانی می‌کند و می‌تواند آن‌ها را پخش کند.

ویندوز ۱۰ ادغام سنگینتری با اکوسیستم اکس‌باکس فراهم می‌کند:برنامهٔ اکس‌باکس روی ویندوز به کاربران اجازهٔ مرور کتابخانهٔ بازی‌های خود (شامل بازی‌های رایانه و کنسول) و Game DVR را می‌دهد، همچنین با یک میانبر صفحه کلید می‌توان فیلم ۳۰ ثانیهٔ پایانی بازی را در قالب یک ویدیو در اکس‌باکس لایو، وان‌درایو یا هرجای دیگر ذخیره کرد. ویندوز ۱۰ همچنین استریم بازی‌های اکس‌باکس وان روی یک شبکهٔ محلی را پشتیبانی می‌کند.

### پیام‌رسانی
ویندوز ۱۰ دارای یک پیام‌رسان از پیش نصب شده‌است که با اسکایپ تلفیق شده‌است که قابل اجرا در تبلت، موبایل و رایانهٔ رومیزی است. برنامهٔ پیام‌رسانی تلفیق شده با اسکایپ به شما امکان تماس با تلفن‌همراه‌تان و دفترچه تلفن را می‌دهد به این معنی که شما می‌توانید با استفاده از اسکایپ به دوستانتان ارتباط برقرار کنید. همچنین امکان جابه‌جایی از گفتگوهای اسکایپ و تماس‌ها به پیامک و تماس‌های تلفنی را می‌دهد. این برنامه همچنین دارای تماس ویدئویی است.

### رابط کاربریودسکتاپ
- هنوز صفحهٔ آغازین (Start screen) در محیط لمسی وجود دارد، ولی سمت راست صفحه دارای یک ستون برای نمایش میانبرها و دکمهٔ «همهٔ برنامه‌ها» (All apps) است.[۷۵]
- بازگشت منوی آغازین (Start Menu) به عنوان بخشی از میز کار مانند ویندوز ۷ ولی با رابطی تازه‌تر، کاشی‌های زنده و اپلیکیشن‌هایی با رابط کاربری مدرن را درون خود جای خواهد داد؛ در منوی استارت همچنین بخش جستجویی افزوده شده که به کاربر اجازه می‌دهد علاوه بر اطلاعات و فایل‌های درون رایانه، در اینترنت هم به جستجو بپردازد.
  -     - اپلیکیشن‌های سراسری اپلیکیشن‌های سراسری یا Universal App برنامه‌هایی هستند که با هدف استفاده در ابزارهای دیجیتال (مانند موبایل و تبلت و …) شما تولید می‌شوند، نه سیستم عامل مشخص. این برنامه‌ها فارغ از نام دستگاه و ابعاد و اندازهٔ صفحهٔ نمایش و هر چیز دیگر مورد استفاده قرار می‌گیرند. بعضی از آن‌ها قبلاً به صورت نرم‌افزارهای تحت Desktop مورد استفاده قرار می‌گرفتند و برخی کاملاً جدید هستند. از مهم‌ترین ویژگی‌های آن‌ها حجم پایین و استفاده از SDKها در تولید آنهاست. همچنین این اپلیکیشن‌ها به صورت مجزا بروزرسانی می‌شوند و به بروزرسانی ویندوز وابسته نیستند.[۷۶]
- اجرای اپلیکیشین‌های مترو (رابط کاربری مدرن) در محیط دسکتاپ که مانند دیگر برنامه‌ها در این محیط، در چارچوب پنجره (window) اجرا می‌شوند.[۷۷]
- تطبیق رابط کاربری ویندوز با پلتفرم: به این صورت که اگر سیستم عامل شناسایی کند رایانه شما نمایشگر لمسی ندارد و ماوس و صفحه کلید را شناسایی کند، مستقیماً به محیط دسکتاپ بوت می‌شود؛ ولی اگر ویندوز را بر روی تبلت یا رایانه مجهز به نمایشگر لمسی نصب کنید، به صفحه استارت هدایت می‌شوید؛ هنگامی که کاربر یک صفحه کلید به دستگاه وصل می‌کند، ویندوز از کاربر می‌پرسد که آیا می‌خواهد در رابط کاربری بهینه شده برای محیط لمسی بماند یا به رابط کاربری بهینه شده برای موشواره و صفحه کلید جابه‌جا شود.[۷۸]
- سیستم دسکتاپ مجازی که در ویندوز ۱۰ با عنوان «نمایش وظیفه» (Task View) شناخته می‌شود؛ نمونهٔ آن در سیستم عامل اوبونتو و اواس ده وجود دارد و با این ویژگی کاربر با کلیک کردن روی دکمهٔ «Task View» روی نوار وظیفه می‌تواند میان برنامه‌های باز دسکتاپ جابه‌جا شود یا با کشیدن آن‌ها را به کنار صفحه پین کند یا میان فضاهای کاری گوناگون (دسکتاپ‌ها) جابه‌جا شود.[۷۹][۸۰][۸۱]نمایی از کیبورد منو ویندوز ۱۰

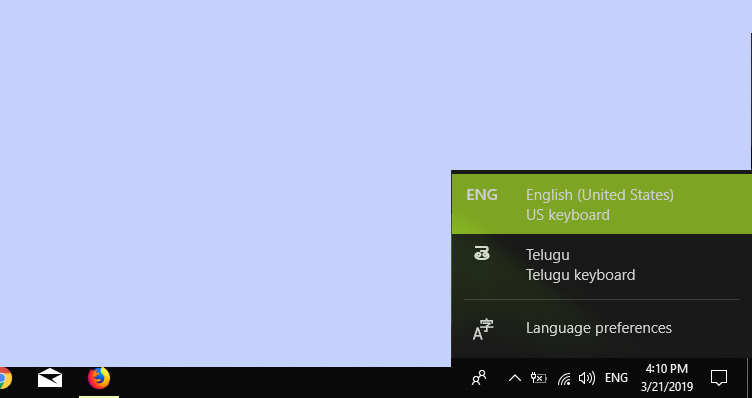
نمایی از کیبورد منو ویندوز ۱۰

- رابط کاربری مدرن ۲٫۰ (به انگلیسی: Modern UI 2.0) که دارای کاشی‌های تعاملی و مرکز آگاه‌سازی (به انگلیسی: Notification Center) است.[۸۲][۸۳]
- آیکون‌های تازه در سبک مترو.[۸۴]
- نوار وظیفه (Task bar) تازه.[۸۵]
- طرح تازهٔ Alt-Tab؛ در ویندوز ۱۰ با نگه‌داشتن کلیدهای Alt+Tab، طرح و چیدمان تازه‌ای را برای جابه‌جایی بین برنامه‌ها نمایش می‌دهد. در واقع آن‌ها به‌روز شدهٔ کاشی‌های زنده هستند (برای نمونه یک فیلم در حال پخش است، کاشیِ زنده، فیلمِ درحالِ پخش را نمایش می‌دهد)
- انیمیشن؛ ویندوز ۱۰ انیمیشن و طرح تازه‌ای برای باز و بسته شدن پنجره‌ها دارد.[۸۶]

### ویژگی‌های دیگر
- Sets یا هم‌پوشانی نرم‌افزاری:این ویژگی به زمان دیگری موکول شده و احتمال لغو شدن وجود دارد.
- طراحی جدید Fluent: در این طراحی جدید که از ورژن ۱۸۰۳ وارد ویندوز شده‌است پوسته‌های ویندوز متحول شده‌اند و ظاهر جدیدی به ویندوز بخشیده‌اند. فلوئنت دیزاین دارای المان‌های مختلفی از قبیل blur ماتی سایه و… می‌باشد.
- جستجو و یافتن سریع‌تر فایل‌ها؛ اکسپلورر فایل‌هایی که به‌تازگی از آن‌ها استفاده کرده‌اید را فهرست می‌کند، همچنین پوشه‌هایی که بازدید بیش‌تری از آن‌ها داشته‌اید را نیز برای دسترسی فوری نمایش می‌دهد.
- یک نسخه همگانی برای همهٔ سکوها: به گونه‌ای که مدیر ارشد اجرایی مایکروسافت اعلام کرد که نسخه آینده سیستم‌عامل این شرکت برای همهٔ سکوها یکسان خواهد بود و دیگر نسخه‌های مختلف ویندوز برای دستگاه‌های گوناگون نخواهیم داشت.[۸۷]
- دارای دستیار دیجیتال کورتانا مانند سیری در آی‌اواس و گوگل نَو در اندروید.[۶۱][۸۸]
- حس وای‌فای (به انگلیسی: WiFi Sense) که کاربر می‌تواند به صورت خودکار به شبکه‌های وای‌فای رایگان و دردسترس وصل شود و همچنین می‌تواند بدون گفتن گذرواژه، وای‌فای خود را با دوستان به صورت امن به اشتراک بگذارد؛ مایکروسافت این ویژگی را پیش‌تر در ویندوز فون ۸٫۱ معرفی کرده بود.
- حس دیتا (به انگلیسی: Data Sense) که کاربر می‌تواند میزان مصرف داده‌های خود ببیند؛ همچنین می‌تواند انتقال داده در پس‌زمینه را محدود کند یا مصرف داده را در هنگام رومینگ محدود کند.[۸۹]
- محافظ باتری (به انگلیسی: Battery Saver)؛ این ویژگی به شما یاری می‌کند که از باتری دستگاه خود بهترین بهره‌وری را داشته باشید. با فعال کردن این ویژگی کارکردهای پس‌زمینه بر روی دستگاه محدود می‌شود. شما می‌توانید در هر زمان که خواستید این ویژگی را فعال کنید ولی این ویژگی به‌صورت خودکار نیز در هنگامی که باتری شما کم است (برای نمونه ۱۸٪ از باتری مانده) فعال می‌شود.[۹۰]
- پشتیبانی از وضوح ۸کی که تعداد پیکسل‌های فرمت ۸کی هشت برابر فرمت فول اچ‌دی است یعنی ۷۶۸۰×۴۳۲۰. وضوح این فرمت ۸۰۰۰ پیکسل در هر رزولوشن افقی است.[۹۱]
- به‌روزرسانی ویندوز تنها با یک کلیک.[۹۲]
- ادغام کنترل پنل با PC settings.

## ویژگی‌های برداشته شده
ویندوز مدیا سنتر متوقف شده‌است و پس از ارتقاء به ویندوز ۱۰ زدوده خواهد شد.
درایورهای فلاپی‌دیسک‌های یواس‌بی دیگر تعبیه شده نیستند و باید جداگانه دانلود و نصب شود.

وان‌درایو همگام درونی کلاینت، که در ویندوز ۸٫۱ معرفی شد، در ویندوز ۱۰ دیگر از ویژگی‌های آفلاینش پشتیبانی نمی‌شود.
البته انتظار می‌رود ویژگیِ استفاده از فایل‌های آفلاین در آینده در یک برنامه جهانی تازه افزوده شود.

گزینهٔ انتخاب روش‌های مختلف برای دانلود از ویندوز آپدیت (و یا نادیده گرفتن آن‌ها را به‌طور کامل) برای ویندوز ۱۰ نسخهٔ خانگی برداشته شده‌است. کاربران ویندوز ۱۰ ویرایش پیشرفته و سازمانی هنوز هم شاید بتوانند دانلود را به تأخیر بیندازند ولی آن هم برای یک زمان محدود است.

## نیازمندی‌هایسخت‌افزاری
مایکروسافت، سخت‌افزار لازم برای ویندوز ۱۰ را همان سخت‌افزار مورد نیاز برای ویندوز ۸٫۱ اعلام کرده‌است. گرچه برخی از پردازنده‌های ۶۴بیتی قدیمی پشتیبانی نمی‌شوند.
```
مایکروسافت در یک پست وبلاگی، تاریخ قطع پشتیبانی ویندوز ۱۰ را به طور رسمی اعلام کرد که ویندوز ۱۰ پس از ۱۴ اکتبر ۲۰۲۵ (۲۲ مهر ۱۴۰۴) بازنشسته می‌شود و دیگر پشتیبانی نخواهد شد.
```

مایکروسافت تا اکتبر سال 2028 به پشتیبانی پولی از ویندوز 10 ادامه خواهد داد، اما احتمالاً ارتقا به ویندوز 11 گزینه بسیار ارزان‌تری خواهد بود.
| نیازمندی | کمترین                                   | پیشنهادی               |
| --- | ---------------------------------------- | ---------------------- |
| پردازنده ۲ گیگاهرتز یا بیشتر همراه با پشتیبانی از PAE ,NX و SSE2 و پشتیبانی از CMPXCHG16b ,PrefetchW و LAHF/SAH ویژهٔ ۶۴بیتی | ۲گیگاهرتز دارای معماری ۶۴بیتی            | ۴هسته ۳گیگاهرتز        |
| حافظه (رم) | ۱ گیگابایت (۳۲بیتی) ۲ گیگابایت (۶۴بیتی)  | ۴ گیگابایت             |
| کارت گرافیک | دایرکت‌ایکس ۹ با درایور WDDM              | دایرکت ایکس ۱۰ و بیشتر |
| صفحه نمایش | ۸۰۰×۶۰۰ پیکسل                            | ۱۰۲۴×۷۶۹ پیکسل و بیشتر |
| دستگاه‌های ورودی | موشواره و صفحه کلید                      | نمایشگر چند لمسی       |
| فضای دیسک سخت | ۱۶ گیگابایت (۳۲بیتی) ۲۰گیگابایت (۶۴بیتی) | —                      |
| دیگر | —                                        | ن/م                    |

| نیازمندی                                                            | برای…                                                                            |
| ------------------------------------------------------------------- | -------------------------------------------------------------------------------- |
| دسترسی به اینترنت                                                   | یک دسته بزرگ از ویژگی‌های ویندوز                                                  |
| ترجمه آدرس سطح دو (SLAT)                                            | هایپر-وی کلاینت                                                                  |
| UEFI نسخه ۲٫۳٫۱ اراتا B با مجوز مایکروسافت ویندوز در پایگاه داده آن | بوت امن                                                                          |
| ماژول پلاتفرم قابل اطمینان (TPM) 2.0                                | بیت‌لاکر، رمزگذاری دستگاه                                                         |
| دوربین مادون قرمز منور                                              | Windows Hello                                                                    |
| میکروفون                                                            | تشخیص صدا                                                                        |
| اثر انگشت خوان                                                      | احراز هویت بیومتریک                                                              |
| InstantGo                                                           | رمزگذاری دستگاه                                                                  |
| آداپتور وای-فای‌ای که وای-فای دایرکت را پشتیبانی می‌کند               | Miracast (استریم ویدیو از گوشی و تبلت به پی‌سی یا از پی‌سی به تلویزیون با وای-فای) |